# Barbus motebensis
Barbus motebensis är en fiskart som beskrevs av Steindachner, 1894. Barbus motebensis ingår i släktet Barbus och familjen karpfiskar. IUCN kategoriserar arten globalt som sårbar. Inga underarter finns listade.